# 隆戈奈
隆戈奈（法語：Longaulnay）是法国伊勒-维莱讷省的一个市镇，位于该省西部偏北，属于圣马洛区。该市镇总面积7.52平方公里，2009年时的人口为614人。

## 人口
隆戈奈人口变化图示